# Ghiacciaio Taku
Il ghiacciaio Taku si trova nello Stato dell'Alaska, poco a sud-est della città di Juneau.
È un ghiacciaio artico in avanzamento, ampio 428 km² con una lunghezza di 92 km, che termina nel fiume omonimo.
In origine si chiamava Schultze (nel 1883) e Foster (nel 1890), poi però ha prevalso il nome Taku, datogli dai nativi Tlingit.